# Grzegorz Urbańczyk
Grzegorz Waldemar Urbańczyk (ur. 1928, zm. 2008) – polski inżynier włókiennictwa, specjalizujący się we włókienniczej inżynierii chemicznej; nauczyciel akademicki związany z Politechniką Łódzką.

## Życiorys
Urodził się w 1928 roku. Studia wyższe ukończył po zakończeniu II wojny światowej w 1951 roku na Politechnice Łódzkiej, uzyskując tytuł inżyniera magistra. Bezpośrednio po zakończeniu studiów związał się w Wydziałem Włókienniczym na swojej macierzystej uczelni, gdzie uzyskał kolejno stopnie naukowe doktora, doktora habilitowanego oraz tytuł naukowy profesora nauk technicznych w 1971 roku.
Poza działalnością naukowo-dydaktyczną pełnił szereg istotnych funkcji organizacyjnych na Politechnice Łódzkiej, w tym w latach 1975-1979 był dziekanem Wydziału Włókienniczego (obecnie Wydział Inżynierii i Marketingu Tekstyliów). W ramach pracy na Politechnice Łódzkiej brał udział w utworzeniu w 1966 roku w Bielsku-Białej punktu konsultacyjnego, który w 1969 roku został przekształcony w filię, w której skład weszły dwa oddziały wydziałów macierzystej uczelni: mechaniczny i włókienniczy. Do 1970 roku pełnił on funkcję kierownika tej jednostki.
W swojej pracy brał udział także w wielu projektach naukowo-badawczych, będąc pracownikiem Instytutu Technik i Technologii Dziewiarskich "Tricotextil" oraz Instytutu Włókiennictwa.
Do jego najważniejszych prac należą:
- Fizyka włókna. Molekularna i nadmolekularna struktura włókna, Warszawa 1970.
- Fizyka włókna.Własności fizyczne włókien, Warszawa 1974.
- Nauka o włóknie, Łódź 1977.
- Mikrostruktura włókna. Badanie orientacji wewnętrznej, Warszawa 1986.
- Fizyka włókna. Zagadnienia wybrane, Łódź 1991.
- Fizyka włókna, Łódź 2002.

Pochowany na cmentarzu komunalnym Doły w Łodzi.